# آرتور هیلر (بازیکن فوتبال)
آرتور هیلر (انگلیسی: Arthur Hiller; ۳ اکتبر ۱۸۸۱ – ۱۴ اوت ۱۹۴۱) بازیکن فوتبال اهل رایش آلمان بود.

وی همچنین در تیم ملی فوتبال آلمان بازی کرده‌است.